# Bioéthanol
Ne doit pas être confondu avec Biogazole.
 (août 2022).
Si vous disposez d'ouvrages ou d'articles de référence ou si vous connaissez des sites web de qualité traitant du thème abordé ici, merci de compléter l'article en donnant les références utiles à sa vérifiabilité et en les liant à la section « Notes et références ».
L'agroéthanol ou bioéthanol est un biocarburant utilisable dans certains moteurs à essence. Le terme bioéthanol est un amalgame entre le préfixe bio du grec bios, vie, vivant et du terme éthanol. Le préfixe bio indique que l'éthanol est produit à partir de matière organique (biomasse) et n'a pas de lien avec le terme « bio » généralement utilisé pour désigner l'agriculture biologique. Le préfixe « bio » est donc contesté dans certains pays francophones. Il s'agit d'un vecteur énergétique issu de l’agriculture ou des déchets de l'industrie forestière et appartenant à la famille des énergies renouvelables.
Cet éthanol d’origine végétale n’est rien d’autre que de l’alcool éthylique, le même que celui que l’on trouve dans toutes les boissons alcoolisées.

## Historique

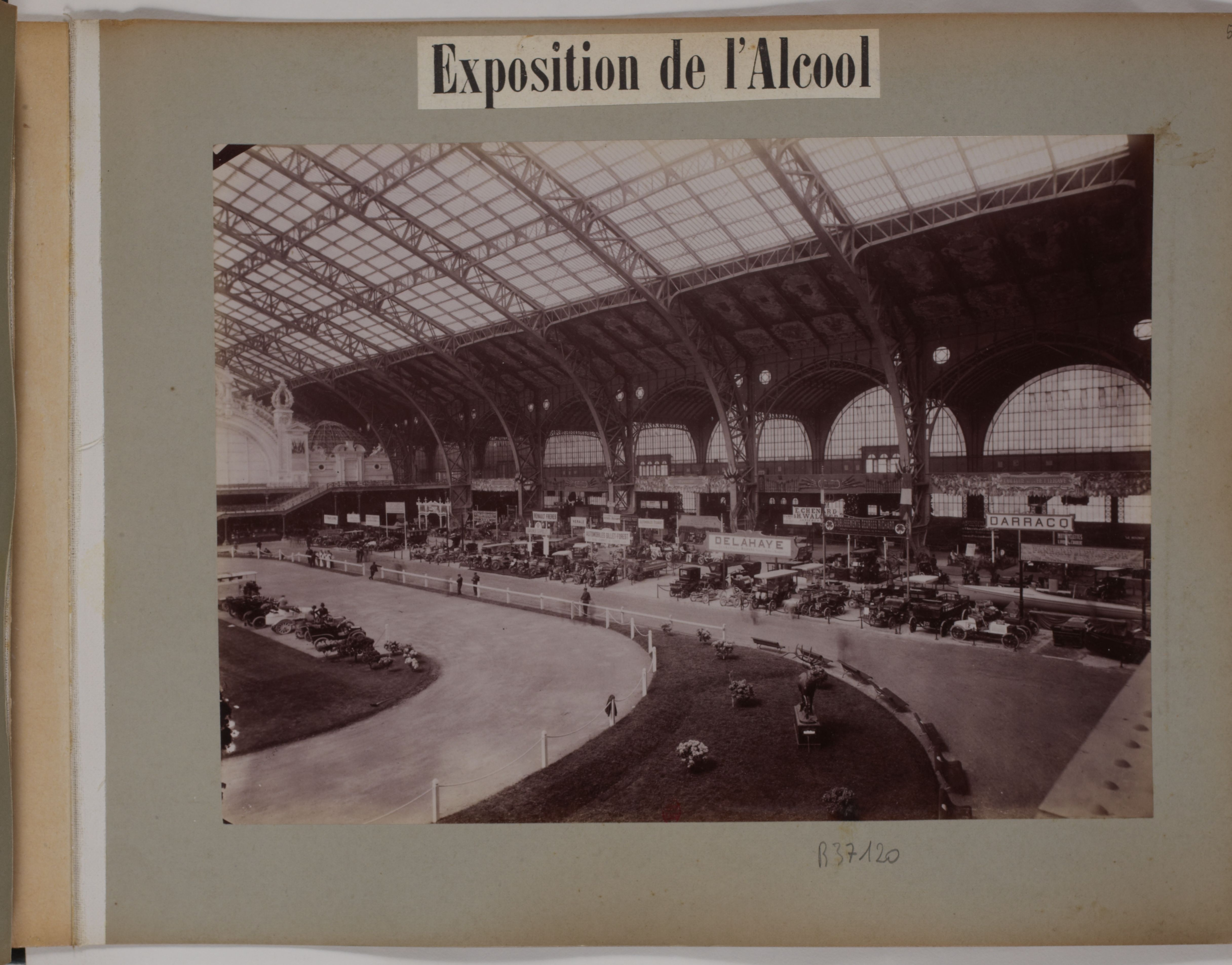
Exposition de l'Alcool, du 24 mai au 1 juin 1902 à Paris.

En 1902 puis 1904, le ministère français de l'Agriculture organise un « Circuit automobile du Nord » destiné à propager l'utilisation de l'alcool comme carburant dans les moteurs à explosion. Un congrès de l'alcool est également organisé sur le sujet en 1903.
La Société des transports en commun de la région parisienne expérimente un carburant contenant de l'alcool sur 1 500 autocars Schneider de type H à partir du 1er juin 1906 : de cette date à novembre 1907, ils consomment 22 000 hectolitres d'alcool carburé (ou benzol), pour parcourir 5 670 600 kilomètres.
Entre 1899 et 1908, quatre courses spécifiques dites Critérium de l'alcool sont organisées en France, l'ingénieur Hubert Le Blon recueillant le fruit de ses recherches lors de la troisième édition, son moteur à billes obturatrices au lieu de pointaux traditionnels s'imposant avec les voitures Bardon en 1901.
Le 28 février 1923, les efforts d'Édouard Barthe pour la promotion d'un carburant national à base d'alcool sont entérinés par la loi.

## Fabrication
Les végétaux contenant du saccharose (betterave, canne à sucre…) ou de l’amidon (blé, maïs…) peuvent être transformés pour donner du bioéthanol, obtenu par fermentation du sucre extrait de la plante sucrière ou par hydrolyse enzymatique de l’amidon contenu dans les céréales. On parle généralement de filière « sucre » pour désigner cette filière de production du « bioéthanol ».
Par rapport à la filière « huile » permettant de produire de l'huile végétale brute et du biogazole (ester éthylique d'huile végétale ou EEHV), la filière « sucre » est de loin la plus développée dans le monde, principalement au Brésil, où le bioéthanol de canne à sucre couvre 22 % des besoins nationaux en carburant, en Suède où outre la vente de super éthanol, l'essence contient 5 % de bioéthanol (à base de canne à sucre). Aux États-Unis, plus de 10 % de l’essence contient du bioéthanol (principalement de maïs) à hauteur de 10 %.

## Carburants et moteurs

### Mélanges avec l'essence
Il peut être mélangé à l’essence en des proportions allant de 5 à 85 %.
Il existe plusieurs types de carburants contenant de l'éthanol la plupart sont des mélanges d'essence et d'éthanol à différentes proportions. On les désigne par la lettre E suivie du pourcentage d'éthanol dans le mélange : par exemple du E85 représente un carburant contenant 85 % d'éthanol et 15 % d'essence. Dans cette nomenclature, E100 désigne l'éthanol pur.
On trouve ainsi du E5, E7, E10, E15, E20, E70, E85, E95, E100 en fonction du pays dans lequel on se trouve et de l'utilisation que l'on veut en faire.
En France, la commercialisation de l'E85 aux particuliers, légalement nommé Super éthanol, est officielle depuis le 1er janvier 2007. Depuis on trouve très souvent aussi du sp95E10 et le sp95 peut contenir jusqu'à 5 % d'éthanol sans mention particulière.

### Du bioéthanol à l’ETBE
En Europe, les pétroliers préfèrent transformer l’éthanol en ETBE (éthyl tertio butyl éther) qui peut être incorporé à l’essence jusqu’à hauteur de 15 %. L’ETBE aurait l’avantage d’être mieux adapté aux moteurs. En effet, l’incorporation directe de l’éthanol à l'essence pose certaines difficultés techniques : le mélange essence/éthanol a une pression de vapeur plus élevée et tolère mal la présence de traces d’eau. Ces difficultés peuvent être surmontées par une reformulation des bases essence et par l’élimination des traces d’eau dans les cuves.
Néanmoins, l'ETBE est moins vertueux pour l'environnement, d'où le choix de la France (et de nombreux autres pays) pour l'E85.

### Mélanges avec le gazole
Le biocarburant E-Diesel est un mélange qui se compose de gazole entre 85 et 95 %, et d’éthanol anhydre (sans eau) et un package d’additifs spécialement réalisé pour la stabilité du mélange et pallier certains des inconvénients du bioéthanol comme son faible indice de cétane(8), son plus faible pouvoir lubrifiant … afin de répondre au plus près à la norme des carburants diesel EN590. La concentration d’additif peut varier dans le mélange entre 0,6 et 1 % en volume. L’avantage principal du E-diesel, est de pouvoir être utilisé dans n’importe quel véhicule équipé d’un moteur diesel sans aucune modification.
Mélanger le gazole conventionnel avec de l’éthanol et l’additif améliore le fonctionnement de la combustion et augmente légèrement la volatilité du combustible. Le résultat principal est la réduction des émissions de gaz polluants réglementés tels que les particules (PM10) et les fumées. Cette diminution se doit au contenu en oxygène du biocarburant qui limite la formation des particules lors de la combustion du carburant. Le mélange du bioéthanol avec le gazole a aussi pour conséquence et inconvénient principal la réduction du point d’éclair (13 °C) le rendant donc plus inflammable.

### Moteurs fonctionnant à l'éthanol et les VCM ouFlex fuel
Les moteurs à éthanol actuels sont des moteurs à essence légèrement modifiés. Les véhicules sont équipés soit de ces moteurs spécifiquement conçus pour l'éthanol, soit de moteurs dits Flex fuel, ou encore de boîtiers « Flex » pour transformer une voiture à essence en voiture bi-carburant.
Les moteurs à essence des automobiles modernes non flexfuel supportent, suivant leurs fabricants, de 15 % à 50 % d’éthanol sans aucune modification. De plus, en Europe depuis les années 2000 tous les véhicules commercialisés, équipés de moteur à essence, sont prévus pour accepter au moins 10 % d'éthanol dans le carburant et bien plus en Amérique.
Flex fuel (ou VCM, Véhicule à Carburant Modulable) est le nom donné aux véhicules spécialement conçus pour fonctionner indifféremment au Super éthanol E85 et/ou au Super sans plomb classique. Plus précisément, les véhicules Flex fuel sont capables d’adapter automatiquement leur fonctionnement pour tout mélange d’essence et d’éthanol pur dans des proportions comprises entre 0 % et 85 % en volume d’éthanol, d’où le mot « Flex ». Ce sont en pratique des véhicules dotés de moteurs à essence équipés de dispositifs d’injection et de capteurs électroniques spécifiques.
La consommation d'éthanol est supérieure d'environ 25 % à celle d'essence ; toutefois, le taux de compression peut être plus élevé ce qui permet d'exploiter plus de puissance. En général, les moteurs à éthanol sont étudiés pour fournir des puissances et couples similaires à ceux des moteurs à essence. Cependant, certains moteurs « flex fuel » fonctionnant indifféremment au super 95 ou à l'éthanol E85, fournissent des rendements supérieurs (plus de 10 %) lors du fonctionnement sous E85. Les émissions nettes de CO2 sont réduites d'environ 40 %.
Il existe maintenant des kits « Flex », un boîtier électronique qui ajuste les temps d'injection et permet aux voitures à injection multipoint ou monopoint de rouler librement au super éthanol.
Le kit existe au Brésil, aux États-Unis, en Suède depuis des années.
Il y a plusieurs marques de kit « Flex », Euroflex, ful.flex, flextek. Plusieurs entreprises mettent en vente des modèles de kits éthanol homologués en France : eFlexFuel Technology, FlexFuel Energy Development, Biomotors ou. Les forfaits (boîtier- pose- garantie...) vont de 790 à 1 790 €  (selon les types de motorisation) avec des modèles de boîtier automatique ou bi-carburant.
Plus de 30 000 voitures roulent au Brésil avec des kits flex, 90 % des voitures sont compatibles.
Depuis les années 2000 de plus en plus d'automobiles avec des moteurs à essence classiques consomment du E85, alors qu'aucune étude n'a été faite pour déterminer l'impact de ce carburant dans des moteurs à essence classiques, les constructeurs automobiles se bornant à préconiser l'utilisation des carburants homologués lors des tests d'homologations de leurs automobiles .

## Environnement

### Controverse
Cet agrocarburant est présenté comme un carburant vert, mais son appellation de « bioéthanol » est controversée pour plusieurs  raisons : 
1. Pour l'ETBE sa transformation à partir de l'éthanol utilise des produits chimiques (acide sulfurique) et une grande quantité d'énergie, qui donne finalement un bilan énergétique pour l'ETBE quasiment aussi mauvais que celui de l'essence d'origine fossile[12]. En comparaison, les biocarburants pour moteurs diesels (huile végétale pure, EMHV, EEHV) offrent des bilans énergétiques nettement supérieurs (dans un rapport 2 à 5 suivant les indicateurs pris).
2. Une étude[13] nord-américaine conduite par le Pr Mark Z. Jacobson (université Stanford) a conclu que le bioéthanol présentait autant de risques sanitaires et de pollution que l’essence ; Il pourrait causer une augmentation des pathologies respiratoires aux États-Unis, selon un modèle mathématique simulant la qualité de l’air en 2020, année où les véhicules fonctionnant à l’E-85 devraient être largement disponibles.
Deux substances cancérogènes benzène et butadiène diminueraient dans l’air, mais ce sont alors le formaldéhyde et l’acétaldéhyde, deux autres cancérigènes qui augmenteraient (Il est également prévu que le nombre des véhicules augmente). Mark Z. Jacobson, estime que le nombre de cancers liés à l’E-85 serait du même ordre de grandeur que celui qu'on estime induit par l’essence.
3. Si la contribution à l'effet de serre est réputée bien moindre (elle n'est pas nulle), les impacts différés de l'agriculture intensive semblent pas, mal ou très partiellement pris en compte par les écobilans de l'agroéthanol dont la production risque d'encore accroître les problèmes liés aux engrais chimiques, pesticides, labour, érosion et  consommation de terre gagnées sur la forêt ou qui aurait pu être restaurées par de vraies jachères (repos et restauration de l'humus et du sol) ou occupées par des cultures alimentaires.
4. Il n'est actuellement pas certain que la production d'éthanol conduise à un gain net d'énergie. En effet, certaines études concluent que la production d'éthanol est un procédé ayant un apport énergétique négatif[14],[15],[16], alors que d'autres arrivent à une conclusion inverse[17]. Néanmoins les études négatives sont basées sur la transformation à partir de maïs et les positives à partir de betteraves elles ne sont donc pas comparables.
5. Le développement des biocarburants est accusé de tirer vers le haut les prix du colza, palme, maïs, du soja et du blé (les cours de colza ou canola aux États-Unis, palme et soja étant interdépendants). Cependant, plusieurs études ont montré qu'entre 0,5 % et 1 % de la surface cultivable était utilisée pour la production de biocarburants[18]. D'autres études ont mis en avant la hausse de consommation de la viande dans les pays en voie de développement pour expliquer la pénurie en nourriture[19]. Les études sur l'utilisation de surfaces cultivables ont mis en évidence la consommation importante par les élevages de viande[20].

### Économie et prix de la terre
En 2007, il fut révélé que la production et la consommation de l'éthanol au Brésil, l'un des principaux producteurs d'éthanol de la planète, faisait radicalement augmenter le prix de la terre et le coût de production du maïs, du lait, du sucre et de la viande. Les producteurs d'éthanol comme Archer Daniels Midland ont suscité les critiques de chercheurs qui craignent une éventuelle famine en raison d'une hausse probable du prix de la nourriture et de la monoculture du sol, ce qui oblige les producteurs à importer les aliments essentiels.
En 2008, le Brésil a produit 22,3 milliards de litres d'éthanol, soit 1/3 de la production mondiale. La moitié des champs de canne à sucre au Brésil sont consacrés à la production de l'éthanol, dont 85 % est consommé sur le marché intérieur, seuls 15 % étant exportés. Au Brésil, l'éthanol est utilisé comme biocarburant : le bioéthanol de canne à sucre couvre 22 % des besoins nationaux en carburant.
Les États-Unis et le Brésil produisent à eux seuls 70 % de l'éthanol mondial.

## Production de bioéthanol dans le monde
En 2018, la production mondiale de bioéthanol s'est élevée à 108 milliards de litres, dont 5,4 milliards dans l'Union européenne,.
| Pays                                                | 2014                    | 2015                    | 2016                    | 2017                    | 2018                    |
| --------------------------------------------------- | ----------------------- | ----------------------- | ----------------------- | ----------------------- | ----------------------- |
| États-Unis                                          | 54,181                  | 56,051                  | 58,345                  | 60,324                  | 60,780                  |
| Brésil                                              | 25,590                  | 27,255                  | 25,590                  | 25,968                  | 29,980                  |
| Union européenne * France * Allemagne * Royaume-Uni | 5,470 1,018 0,920 0,329 | 5,250 1,039 0,937 0,538 | 5,213 0,987 0,935 0,660 | 5,300 1,000 0,850 0,685 | 5,413 1,000 0,910 0,760 |
| Chine                                               | 2,404                   | 3,078                   | 3,199                   | 3,255                   | 3,975                   |
| Canada                                              | 1,930                   | 1,650                   | 1,650                   | 1,779                   | 1,817                   |
| Thaïlande                                           | 1,173                   | 1,264                   | 1,219                   | 1,400                   | 1,476                   |
| Inde                                                | 0,322                   | 0,738                   | 1,041                   | 0,795                   | 1,514                   |
| Argentine                                           | 0,605                   | 0,799                   | 0,999                   | 1,098                   | 1,098                   |
| Autres                                              | 3,274                   | 1,480                   | 1,567                   | 1,855                   | 2,078                   |
| Total                                               | 94,949                  | 97,565                  | 99,110                  | 101,487                 | 108,149                 |

### États-Unis
Les États-Unis sont, en 2019, les premiers producteurs mondiaux de bioéthanol. Leur production s'élevait à 6,21 millions de mètres cubes en 2001 et 10,2 millions de mètres cubes en 2003.
En 2006, 10 % de la production de maïs est transformée en biocarburants aux États-Unis.

### Brésil
Premier exportateur du pétrole vert ou bioéthanol, le Brésil est un pionnier de la filière : cet alcool de canne à sucre a été développé après le premier choc pétrolier en 1973, sous l'impulsion de la dictature militaire. Il a été relancé en 2003 par la mise sur le marché d'une voiture « flex-fuel », acceptant indifféremment l'essence, l'éthanol ou un mélange des deux. En 2006, 75 % des voitures vendues au Brésil étaient « flex ». L'Association nationale des fabricants de véhicules automobiles (Anfavea) estime que, dans 4 ans, elles représenteront 85 % des voitures en circulation. Le Brésil, qui produit 17 milliards de litres d'éthanol par an, dispute aux États-Unis la place de premier producteur. L'engouement ne va pas sans inconvénients : le cours mondial du sucre, qui reste une denrée alimentaire, s'envole et le prix de l'éthanol augmente. « Et les petits paysans, poussés par l'extension des plantations de canne, refluent vers l'Amazonie, où ils défrichent pour planter cela », alerte l'association Les Amis de la Terre. Pour ces petits paysans, le gouvernement encourage la production d'un autre biocarburant, le biogazole, qui se mélange au gazole et se fabrique à partir d'oléagineux faciles à faire pousser sur de petits terrains.
Au Brésil, les pétroliers ont l’obligation de commercialiser leur carburant sous forme de mélange avec 20 à 25 % d’éthanol. De plus, pour accélérer l’adoption des véhicules Flex-Fuel pouvant rouler aussi bien à l’essence qu’à l’éthanol, le gouvernement  accorde une réduction conséquente sur la taxe d’achat de ces véhicules. Ces véhicules représentent déjà 37 % du parc automobile brésilien. Ces véhicules utilisent exclusivement l’éthanol pur à 80 % du temps.

### France
La France est le premier pays producteur de bioéthanol en Europe. Sur les 43,4 millions d’hectolitres (MhL) produits en 2011 en Europe, 12 MhL ont été produits sur le territoire français. Le bioéthanol y était produit à 58 % à partir de céréales, 38 % à partir de betterave et 4 % à partir d’éthanol vinique.
En 2018, les ventes de SP95-E10, contenant jusqu'à 10 % de bioéthanol produit à partir du sucre des betteraves ou de l'amidon des céréales, ont progressé de 15 % et atteignent 47 % du marché de l'essence, qui ne représente cependant que 21 % du marché des carburants en France, loin derrière celui du diesel. Le Superéthanol-E85, qui incorpore jusqu'à 85 % d'éthanol, progresse encore plus vite : +55 % en 2018 ; sa part de marché est passée en un an de 1,3 % à 2,3 %.

### Belgique
En Belgique, trois usines de bioéthanol sont opérationnelles en 2015. L'usine de  Wanze (Huy), BioWanze, inaugurée en 2008 a une capacité de production maximale de 300 000 m3/an. L'usine Alco Bio Fuel, située dans le port de Gand et inaugurée en 2008, a une capacité maximale de 150 000 m3/an, tandis que l'usine de Tereos Syral à Alost peut produire jusque 60 000 m3/an.

### Allemagne
L'absence de taxe sur le biogazole a dopé la production de ce carburant de 60 % entre 2004 et 2005[réf. nécessaire].

### Mexique
Le fort développement d'une filière d'éthanol à base de maïs provoque une flambée des prix du maïs au Mexique. La principale nourriture au Mexique est la tortilla, aliment à base de farine de maïs[réf. nécessaire].

## Association de producteurs
ePure, association européenne dont le siège se trouve à Bruxelles, est créée en 2010 pour défendre les intérêts des producteurs d'éthanol auprès des instances représentatives de l’Union européenne. C'est la fusion de l'Union européenne des producteurs d’alcools (UEPA) et d'eBio (European Bioethanol Fuel Association), association des producteurs de bioéthanol. Une quarantaine d'entreprises sont membres d'ePure. Elles représentent ensemble 43 unités de production dans seize pays européens, soit 85 % de la capacité européenne de production de bioéthanol.

## Prospective; l'avenir du bioéthanol

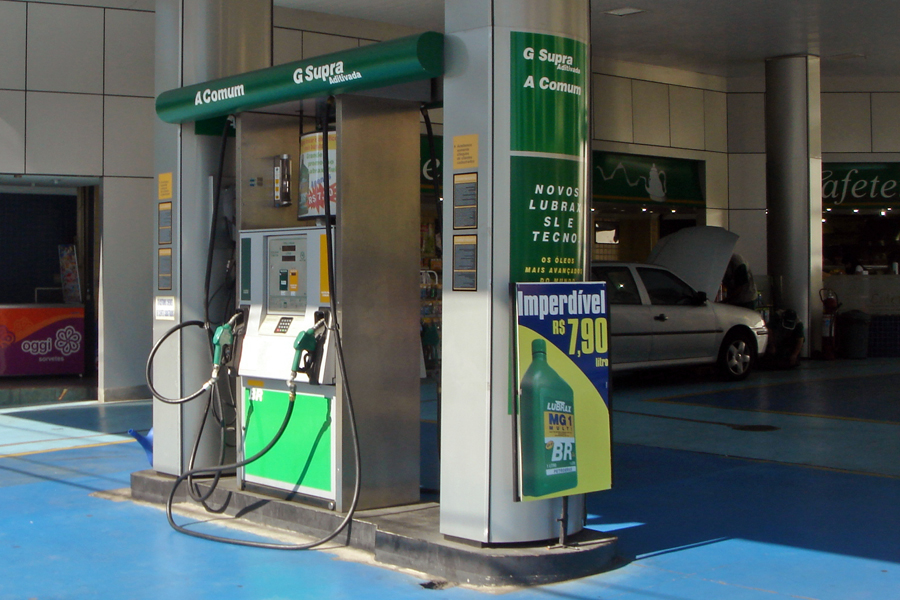
Station-service à carburant duale à São Paulo, Brésil. Alcool (éthanol) et essence G.

Des filières neuves de production de bioéthanol par bio-ingénierie ou de nouvelles méthodes, qui devraient moins entrer en compétition avec la production alimentaire sont en développement : 
La filière BTL (pour biomass-to-liquid, en anglais)Elle est souvent présentée comme la filière du futur la plus plausible. Elle vise à fabriquer du bioéthanol ou du biogazole comme « carburants verts de deuxième génération », mais les procédés industriels utilisés sont très différents de ceux exploités par les filières « sucre » et « huile » traditionnelles et encore mal maitrisés. La filière BTL générique recouvre deux sous-filières permettant de produire des carburants de synthèse par voie thermochimique (gazéification) ou par voie biochimique (hydrolyse enzymatique) ;
La voie thermochimiquepermet d’obtenir du biogazole. Choren Industries, entreprise allemande basée à Freiberg (dans la Saxe, non loin de Dresde), est leader en la matière. Avec sa technologie Carbo-V, elle produit du SunDiesel à partir de bois ou de n’importe quel type de biomasse. Cette voie thermochimique convertit d'abord la biomasse en un gaz de synthèse (mélange d’hydrogène et de monoxyde de carbone) qui est ensuite transformé en gazole en utilisant des procédés originellement développés pour la conversion du charbon en gazole par l’Allemagne durant la Deuxième Guerre mondiale et ensuite, l’Afrique du Sud durant l’embargo imposé pour contrer l’apartheid. Une autre voie thermochimique produit une huile par pyrolyse, huile qui est ensuite raffinée pour extraire des carburants et des produits chimiques à haute valeur ajoutée ;
La voie biochimiqueutilise des enzymes existant dans la nature. Par exemple, l'entreprise canadienne Iogen Corporation, basée à Ottawa, possède une usine-pilote qui convertit des matières cellulosiques (paille de blé, bois, etc.) en EcoEthanol, grâce à des enzymes brevetées. Choren et Iogen bénéficient toutes deux de l’appui financier du géant anglo-néerlandais Shell. L'usine pilote Sekab de Domsjö en Suède produit de l'éthanol à base de copeaux de bois. Le procédé de production associe des hydrolyses acides et enzymatiques. Les produits obtenus sont de la lignine qui peut être soit brûlée directement soit séchée et vendue pour servir de carburant, du gaz carbonique qui est récupéré et de l'éthanol qui est utilisé par l'usine de Sekab pour produire du biocarburant E85 comprenant 75-85 % d'éthanol et 15-25 % d'essence ;
Une voie biologiquevise à générer du bioéthanol à partir de bactéries, algues (algocarburant) ou cyanophycées ou enzymes, avec stockage cellulaire de lipides (convertibles en biogazole) ou d'amidon (convertible en bioéthanol). Un chercheur sud-coréen Jeon Byeong-hoon a testé l'utilisation d'ultrasons détruisant les parois cellulaires des algues, ce qui lui a permis de multiplier par 6 la production d'éthanol de ces algues (passant de 0,8 gramme d’éthanol par litre à 6 grammes par litre) ;
Une voie encore lointaine serait de créer une photosynthèse artificielle et une synthèse de l'éthanol imitant des processus naturels ou en couplant, à échelle moléculaire des catalyseurs et photosensibilisateurs au sein de nanomachines ou systèmes supramoléculaires.